# Roy Sherwood
Roy Sherwood (* 11. Juni 1932 in Salisbury, Connecticut; † 19. Oktober 2017) war ein US-amerikanischer Skispringer.

## Werdegang
Sherwood gewann bei den US-Meisterschaften 1954 auf dem Suicide Hill in Ishpeming den US-Meistertitel im Einzelspringen.
Bei den Olympischen Winterspielen 1956 in Cortina d’Ampezzo erreichte er mit Sprüngen auf 71,5 und 68 Metern den 36. Platz.
Nach dem Ende seiner aktiven Skisprungkarriere begann Sherwood mit der Arbeit als Nachwuchstrainer in seiner Heimatstadt Salisbury. Zudem war er lange Zeit als Skisprungjuror tätig.